# Pholis schultzi
Pholis schultzi är en fiskart som beskrevs av Schultz, 1931. Pholis schultzi ingår i släktet Pholis och familjen tejstefiskar. Inga underarter finns listade i Catalogue of Life.